# Aneurisma aortico
L'aneurisma aortico è l'abnorme dilatazione di un tratto dell'aorta, dovuta al cedimento della parete vasale la cui componente elastica è stata indebolita da fenomeni degenerativi (aterosclerosi), infiammatori o traumatici.
Si può dividere in aneurisma dell'aorta toracica e in aneurisma dell'aorta addominale, rispettivamente se si verifica a livello dell'aorta toracica o addominale.

## Descrizione
L'aorta è il più grande dei vasi arteriosi, prende origine dal cuore e dal suo tronco si diramano tutte le restanti arterie dell'organismo. La sua parete è costituita da tre rivestimenti disposti concentricamente (come le guaine di un cavo elettrico), detti tonache. La più interna, a diretto contatto col sangue, è la tonaca intima, formata da cellule di rivestimento (cellule endoteliali); la più esterna è quella avventizia, formata da tessuto connettivo collagene; in mezzo si dispone la media, formata da membrane di tessuto elastico connesse tra loro da fascetti di fibre elastiche e fibrocellule muscolari lisce. La struttura elastica della tonaca media permette all'aorta di ammortizzare l'onda pressoria che si imprime sul tronco arterioso a ogni battito cardiaco. L'aneurisma si forma quando le fibre della tonaca media si scompaginano, degenerano o si assottigliano e i meccanismi riparativi le rimpiazzano con tessuto fibroso che, essendo anelastico, tende a sfiancarsi sotto l'impatto pressorio.

## Eziologia
Un aneurisma aortico può presentarsi a seguito di traumi, infezioni o, più comunemente, da un'anomalia intrinseca nei componenti di elastina e collagene della parete arteriosa, mentre specifiche anomalie genetiche sono state identificate in alcune sindromi come la sindrome di Marfan e altre, che sono correlate ad aneurismi aortici, sia dell'aorta toracica sia dell'addominale

## Patogenesi
A causa delle leggi fisiche dei fluidi, la tensione che si produce sulla parete di un'arteria a ogni sistole cardiaca:
1. secondo la legge di Laplace, è direttamente proporzionale al diametro del vaso e inversamente proporzionale al suo spessore,
2. secondo la legge di Bernoulli, la tensione perpendicolare al flusso che si verifica in questi vasi è direttamente proporzionale all'entità del flusso stesso, che aumenta col calibro del vaso.

Avendo l'aorta un grosso calibro, l'ipertensione e lo slargamento aneurismatico conseguente risultano problematici in modo particolare su una parete vasale resa anelastica e più soggetta allo sfiancamento. All'assottigliamento dovuto ai processi sopra accennati si aggiunge infatti l'esito dei meccanismi riparativi spontanei, che cercano di rimpiazzare le fibre elastiche danneggiate a esempio dai depositi di colesterolo, macrofagi (che fagocitandoli diventano foam cells) e incapsulamento per deposizione fibrosa a livello della tonaca intima (aterosclerosi). Infine esistono gli aneurismi congeniti, associati a malattie delle valvole cardiache. Gli aneurismi aortici da aterosclerosi si formano prevalentemente nel tratto addominale a valle delle arterie renali.

## Inquadramento clinico
L'aneurisma dell'arco aortico è evidenziabile semeioticamente attraverso il sintomo di Cardarelli. Le malattie che causano la comparsa di un aneurisma dell'arco aortico possono essere la sifilide e la tubercolosi (molto meno frequentemente che in passato), le infezioni batteriche o micotiche e l'artrite reumatoide.
L'aneurisma addominale invece è in genere di origine aterosclerotica e si localizza prevalentemente nel tratto addominale a valle delle arterie renali. La prevalenza di questo tipo di aneurisma, essendo legata a fenomeni degenerativi-aterosclerotici, aumenta con l'età e interessa il 10% circa della popolazione maschile ultrasettantenne. Nel 90% dei casi è asintomatico perché la progressione della lesione è minima (0,5-0,7 mm/anno) e solo in una modesta percentuale di casi determina sintomi da compressione o, ancor meno, ischemia acuta di un arto inferiore da embolizzazione periferica. La sua diagnosi si fa incidentalmente o con una palpazione profonda dell'addome, che può evidenziare la presenza di una massa pulsante, o ancor più spesso durante un esame ecografico eseguito per altri motivi. In alcuni casi l'aneurisma può complicarsi permettendo il passaggio di sangue all'interno della parete e causando dolore che può essere indicativo di imminente rottura dell'aneurisma stesso.
Entrambe le tipologie di aneurisma possono essere causate dalla Sindrome di Marfan.
Molto spesso però la rottura dell'aneurisma avviene in assenza di sintomatologia dolorosa.
Nell'aneurisma acuto su base aterosclerotica il paziente può avere la sensazione di pulsazione a livello dell'addome, oppure dolore alla schiena. La rottura dell'aneurisma richiede un intervento chirurgico d'urgenza.
La rottura dell'aneurisma aortico costituisce a tutt'oggi una causa frequente di morte nel mondo occidentale (12° in ordine di frequenza fra le cause di morte negli USA).

## Diagnosi

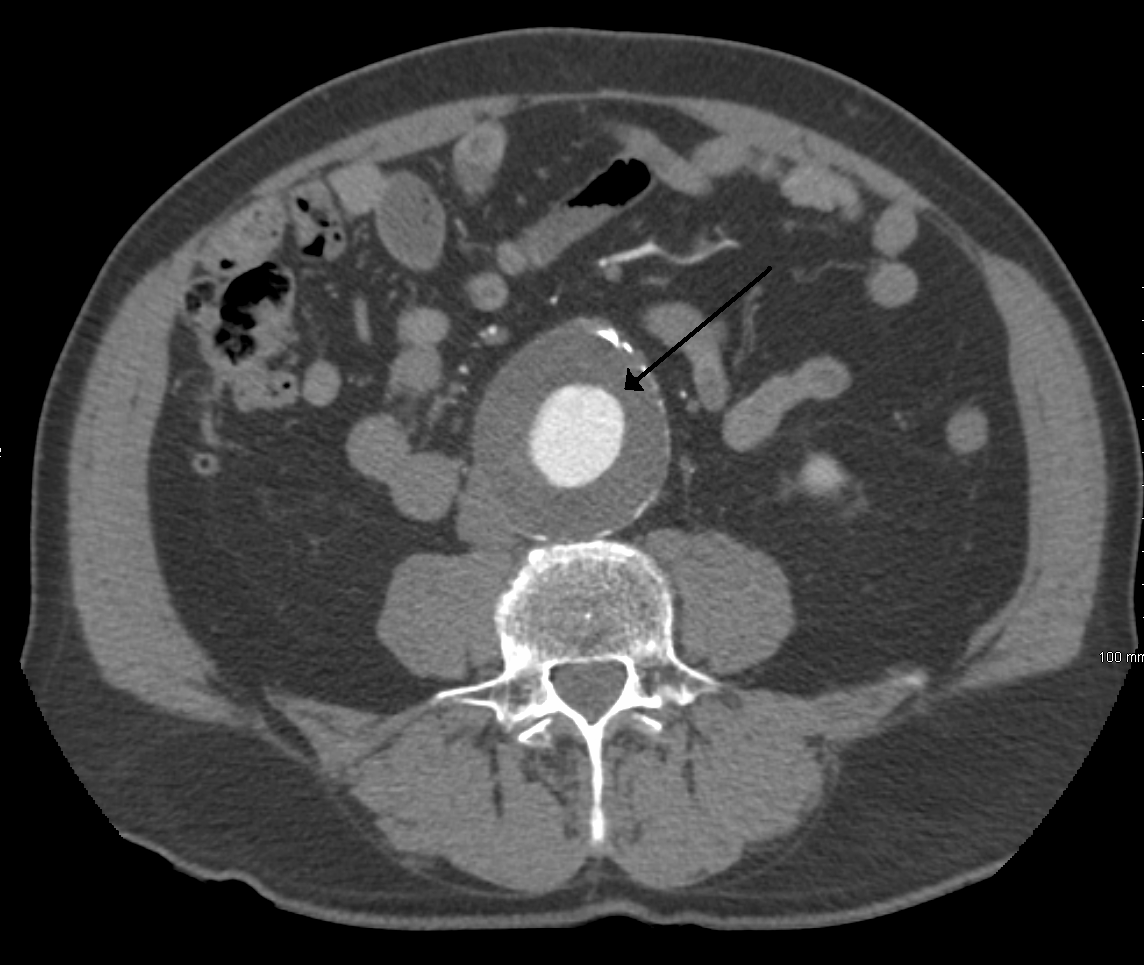
Aneurisma visto grazie alla tomografia computerizzata.

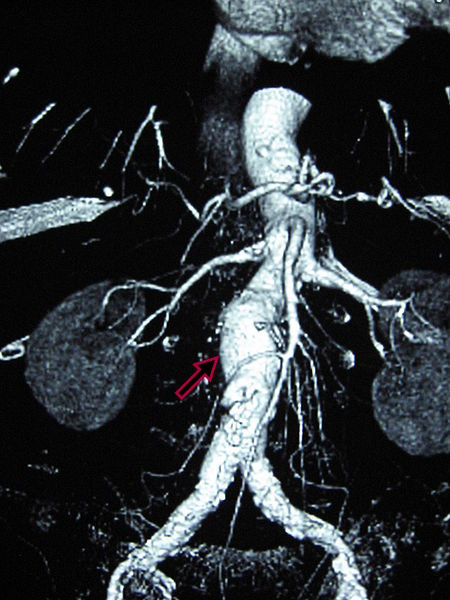
L'aneurisma aortico dell'addome (3,4 cm)

L'aneurisma aortico può essere evidenziato radiologicamente se nel suo contesto è presente del calcio che permette la visualizzazione del contorno dell'aneurisma stesso. Molti tuttavia non mostrano calcificazioni, pertanto la loro presenza può sfuggire alla radiografia diretta dell'addome.
L'ecografia permette di visualizzare accuratamente l'aneurisma e identificare l'eventuale presenza di un trombo adeso alla parete; lo stesso esame permette di seguire l'evoluzione dell'aneurisma stesso e la sua eventuale progressiva dilatazione, permettendo un approccio chirurgico tempestivo, non con caratteristiche di urgenza e quindi con elevata sopravvivenza post intervento.
Altre tecniche non invasive per la diagnosi sono l'angio-TC e l'angio-RM, indagini di secondo livello indispensabili nel caso venga programmato un trattamento chirurgico della lesione.

## Prevenzione di rottura
Attualmente l'unica strategia praticata per rallentare l'indebolimento e l'allargamento dell'aorta è l'impiego di farmaci per ridurre la pressione sanguigna.

## Terapia
Il trattamento chirurgico o per via endovascolare (EVAR) è riservato a tutti gli aneurismi asintomatici con diametro, alla TC, maggiore di 5,5 cm. Per quanto riguarda gli aneurismi sintomatici (con dolore al rachide e/o all'addome per la rottura dell'aneurisma) il trattamento in urgenza/emergenza è indispensabile e si attua oggi prevalentemente con la tecnica open (a pancia aperta) mentre la tecnica endovascolare (EVAR) è riservata ancora a casi selezionati. Con l'accesso chirurgico tradizionale (open) è possibile inoltre l'impiego di dispositivi espansibili che consentono anastomosi "sutureless" molto più semplici, rapide, emostatiche ("airtight"- video) ed efficaci nella ricostruzione degli eventuali strati di dissezione rispetto alla sutura tradizionale e che possono essere usati, con diverse configurazioni (Tipo I, II e III), in tutti i segmenti dell'aorta toracoaddominale.

## Decorso e prognosi
La prognosi del paziente deve tenere conto delle malattie spesso associate a un aneurisma aortico, come la coronaropatia, il diabete, lo scompenso cardiaco o la vasculopatia cerebrale. È importante ricordare che la dimensione dell'aneurisma aortico è direttamente associata col rischio di rottura dello stesso.
La sopravvivenza alla rottura dell'aneurisma è molto bassa (10-15% dei casi) ed è legata in gran parte alla tempestività della diagnosi (possibile clinicamente già in fase fissurativa, con obbligo di trasferire rapidamente il paziente in sala operatoria) e all'efficacia del trattamento chirurgico e rianimatorio.
Il parametro più chiaramente correlato al rischio di rottura è il diametro antero-posteriore dell'aneurisma, mentre sembra ininfluente la sua estensione nel senso della lunghezza. A parità di diametro, sono a maggior rischio gli aneurismi sacciformi o comunque quelli con cedimenti di parete ben localizzati, rispetto a quelli fusiformi.